# Neurospora crassa
 Neurospora crassa  és un tipus de fong de floridura dins la divisió Ascomycota. El nom del gènere que significa "nervi espora", fa referència a les característiques estriacions de les seves espores. La primera menció d'aquest fong va ser l'any 1843 quan va infestar fleques franceses.
N. crassa es fa servir com organisme model per la seva facilitat de creixement i perquè té un cicle vital haploide fàcil d'analitzar en genètica. El seu genoma ja ha estat seqüenciat completament. El seu genoma fa unes 43 megabases de llargada i inclou uns 10.000 gens.

Neurospora va ser utilitzat en els seus experiments pels Premis Nobel en fisiologia i medicina Edward Tatum i George Wells Beadle.
En el medi natural, N. crassa viu sobretot en regions tropicals i subtropicals. Es pot trobar creixent en plantes mortes després d'incendis.
Neurospora es fa servir en la recerca científica a tot els món. És important per elucidar els esdeveniments moleculars implicats en els ritmes circadians, epigenètica i silenciar gens, polaritat cel·lular, fusió cel·lular, desenvolupamentt, com tambémolts aspectes de la biologia cel·lular i la bioquímica.